# 会試
会試（かいし、拼音：huìshì、満洲語：ᠠᠴᠠᠯᠠᠮᡝ
ᠰᡳᠮᠨᡝᠮᠪᡳ、acalame simnembi）は中国古代の科挙制度のうち、中央で行われる試験を指す。郷試の翌年、すなわち丑・辰・未・戌の年の春に礼部の主催で挙行された。そのため「礼闈」「春闈」とも呼ばれる。合格者を貢士、首席合格者を会元という。会試の後、貢士たちは皇帝が自ら行う殿試を受験し、最終的な順位が決定された。